# آگالابودا
آگالابودا (به لاتین: Agalaboda) یک منطقهٔ مسکونی در سری‌لانکا است که در استان جنوبی (سری‌لانکا) واقع شده‌است.